# Ausgestorbene Sprache
Eine ausgestorbene Sprache  ist eine historische Sprache, deren Sprecher ausgestorben sind bzw. deren Sprecher zu einer anderen Sprache übergegangen sind (sich an eine andere Sprachgemeinschaft assimiliert haben).
Für das Aussterben von Sprachen gibt es verschiedene Ursachen. Ausgestorbene Sprachen sind abzugrenzen von „toten“ Sprachen, deren Sprecher nicht im eigentlichen Sinne ausgestorben sind, sondern die historische Vorläufer heutiger Sprachen darstellen (z. B. sind die Sprecher des Lateins nicht ausgestorben, sondern haben ihr Vulgärlatein im Laufe der Zeit mehr und mehr verändert, bis daraus die heutigen romanischen Sprachen entstanden.)

## Geschichte
Michael E. Krauss gibt das 10. Jahrtausend v. Chr. als ungefähren Höhepunkt der Sprachdiversität an. Seitdem sei die Anzahl der Sprachen zunächst relativ konstant gewesen und schließlich kleiner geworden. Neben kleineren Aussterbeereignissen durch Kämpfe zwischen Stämmen o. ä. gab es auch vor der Neuzeit zumindest drei größere, z. B. mit der Ausbreitung des Lateinischen durch die Expansion des Römischen Reichs in Europa. So starb etwa das Etruskische in Italien aus. Durch die große Dominanz der Azteken und der Inka in Zentral- und Südamerika verdrängten Nahuatl und Quechua zunächst vor der Kolonialisierung durch Spanien ihre Nachbarsprachen.
Ab dem Beginn der europäischen Kolonialzeit stieg die Anzahl der ausgestorbenen und aussterbenden Sprachen stark an. Europäische Sprachen verdrängen zunehmend indigene Sprachen, so etwa das Englische in Nordamerika, Afrika, Australien und Neuseeland, das Spanische in Zentral- und Südamerika, das Portugiesische in Brasilien, das Französische in Kanada und das Russische in Sibirien.
Eine historische Sprachverdrängung wird für Afrika südlich der Sahara angenommen. Hier haben die Bantusprachen ältere Sprachen vielfach verdrängt. In Nordafrika war es wiederum das Arabische, das die vorherigen Sprachen, darunter auch die bedeutende Kultursprache Koptisch, verdrängte.
Ein anderes Gebiet mit einer hohen Zahl bedrohter Sprachen ist Neuguinea. Aufgrund der geographischen Isolation einzelner Stämme hatte das Inselinnere eine sehr hohe Sprachdichte. Von den etwa 1000 Sprachen ist die Mehrzahl vom Aussterben bedroht.

## Wiederbelebung
Anhand vorhandener Aufzeichnungen wird von Zeit zu Zeit versucht, eine ausgestorbene Sprache wiederzubeleben. Ein Beispiel dazu ist Manx, das auf der Isle of Man in der Schule gelehrt wird und Stand 2005 wieder 28 Muttersprachler hatte. Ein anderes Beispiel ist Kornisch (Kernewek), 1777 ausgestorben, das wieder 300 Menschen sprechen können.
Die einzige in großem Umfang erfolgreich wiederbelebte Sprache ist Hebräisch, das lange Zeit nur als Schriftsprache und liturgische Sprache existierte. Hebräisch ist heute als Iwrit (Neuhebräisch) offizielle Sprache in Israel.
Es ist in der Sprachwissenschaft umstritten, inwiefern diese wiederbelebten Sprachen tatsächlich dieselben sind, da es einen Bruch in der natürlichen Übermittlung der Sprache von Generation zu Generation gegeben hat und es von daher wahrscheinlich ist, dass nicht alle Aspekte und Nuancen der ursprünglichen Sprache in die Grammatik und den Wortschatz der wiederbelebten Version haben einfließen können.